# 朔望月

朔望周期。新月(朔)から満月(望)を経て次の新月(朔)まで

朔望月（さくぼうげつ、英: synodic month）は、月の満ち欠けの1周期である。特に、朔（新月）から次の朔、あるいは望（満月）から次の望までの期間を呼ぶ。朔とは太陽と月の合（黄経差が0°）、望は太陽と月の衝（黄経差が180°）のときである。
これに対し、「月が天球上で一つの恒星と同じ黄経を通過してから再びその黄経にくるまでの時間」を恒星月といい、恒星月はその定義から月の公転周期に等しい。一方、朔望月は月の公転周期よりも長くなる。これは月が地球の周りを一回転する間に地球も太陽の周りを同方向に公転するため、その移動を補う分だけ月が回転してはじめて月齢が一周するからである。

## 平均朔望月
月の複雑な軌道のため、周期にはおよそ29.27日から29.83日の幅がある。この平均を平均朔望月と呼び、地球と月の公転周期から求めることができ、約29.530589 日であるが、次に示すように、少しずつ長くなっている。
- 2000年(元期J2000.0) 29.530588853 日 = 29日12時間44分02.8769秒 = 2551442.8769 秒
- 2013年央 29.530588882 日 = 29日12時間44分02.879秒[4] = 2551442.879 秒
- 2016年央 29.530588888 日 = 29日12時間44分02.880秒[5] = 2551442.880 秒
- 2019年央 29.530588900 日 = 29日12時間44分02.881秒[6] = 2551442.881 秒
- 2023年央 29.530588900 日 = 29日12時間44分02.881秒[7] = 2551442.881 秒

平均朔望月の計算式は次の通りである。
　平均朔望月（日） = 29.530588853（日） + 0.000000002162 × Y 
ここで Y はJ2000.0（2000年1月1日12時（地球時 TT））からのユリウス年数である。したがって、1ユリウス世紀につき、0.0000002162 日、すなわち約0.01868 秒ずつ長くなることになる。これは他の惑星の摂動に加えて、地球の潮の満ち引きに伴う潮汐摩擦により地球の自転と月の公転の間で角運動量を交換するためである。

## 月の大小
太陰太陽暦では、朔の日を月の第1日目に合わせることにしているので、朔望月の計算をもとに1日（ついたち）を決め、大の月（30日の月）、小の月（29日の月）を配当していくようにしている。もちろん平均すれば、平均朔望月にほぼ等しくなる。なお、純粋太陰暦であるヒジュラ暦は三日月状の細い月が最初に見える日を月の初めとしている。